# Унру, Уильям
Уильям Джордж Унру (англ. William George Unruh; род. 21 августа 1945, Виннипег) — канадский физик, работает в университете Британской Колумбии (Ванкувер). Знаменит предсказанием физического эффекта, который теперь называется в его честь.

## Биография
Унру родился в Виннипеге, Манитоба. Получил степень бакалавра (1967), а затем и степень магистра (1969) в Университете Манитобы, стал доктором (PhD) в 1971 в Принстонском университете.

## Области исследований
Внёс большой вклад в понимание гравитации, чёрных дыр, космологии, квантовых полей, оснований квантовой механики. С недавнего времени занялся разработками в квантовой информатике и квантовой криптографии. Сегодня Унру занимается квантовой гравитацией. Скептически относится к теории струн.

## Награды
- Мемориальная медаль Резерфорда[англ.] от Королевского общества Канады, 1982
- Медаль Херцберга от Канадской ассоциации физиков[англ.], 1983
- Steacie Prize[фр.], 1984
- Steacie Fellowship, 1984—1986
- BC Science Council Gold Medal, 1990
- Appointed a Fellow of the Royal Society of London, 13 июля 2001
- Премия Уиллиса Лэмба, 2019